# Język solos
Język solos, także toros – język austronezyjski używany przez grupę ludności na wyspie Buka (Bougainville, Papua-Nowa Gwinea). Według danych z 1977 roku mówi nim nieco ponad 3 tys. osób.
Ethnologue (wyd. 22) podaje, że posługują się nim wszyscy członkowie społeczności, we wszystkich sferach komunikacji.
Jest nauczany w szkołach podstawowych. Zapisywany alfabetem łacińskim. 